# Роммедаль, Деннис
Де́ннис Ро́ммедаль (дат. Dennis Rommedahl; род. 22 июля 1978[…], Копенгаген) — датский футболист, правый вингер. За сборную Дании сыграл 126 матчей и забил 21 гол (4-е место в истории сборной по количеству сыгранных матчей). Был признан лучшим футболистом Дании в 2007 и 2010 годах.

## Клубная карьера
Роммедаль родился в районе Биспебьерг Копенгагена. Играл в юношеский футбол за ряд клубов, включая « Б.93» и «Люнгбю» . Дебютировал за взрослую команду в 1995 году за «Люнгбю», играя в датской Суперлиге.

### «ПСВ» и «Валвейк»
В 1997 году он был приобретен «ПСВ Эйндховен», за который дебютировал 22 марта, проиграв дома «Херенвен» со счетом 1:0. После его второго матча «ПСВ» отдал его в аренду «РКК Валвейк» на сезон 1997–98.Он вернулся в ПСВ в 1998 году, где добился успеха, обгоняя защитников и выполняя опасные навесы с фланга. В составе «ПСВ» Роммедаль становился четыре раза чемпионом Нидерландов и четрые раза выигрывал Суперкубок Нидерландов.

### «Чарльтон Атлетик»
Летом 2004 года Роммедаль подписал четырехлетний контракт с клубом Английской Премьер-лиги «Чарльтон Атлетик».  Свой первый сезон за «Чарльтон» датчанин провел в основном на скамейке запасных и на столе физиотерапевта. Но уже в следующем сезоне сыграл ведущую роль, помогая «Чарльтону» подняться по турнирной лестнице в Премьер-лиге. Выступая в Англии его часто связывали со слухами об уходе в другой клуб. Летом 2006 года его чуть не продали в петербургский «Зенит».  В декабре 2006 года ходили слухи о переходе в датский «Копенгаген» за 1 миллион фунтов стерлингов. Летом 2017 года Роммедалем уже интересовались «Галатасарай» и «Хетафе». Однако 20 июля 2007 года он уже окончательно покинул «Чарльтон», перейдя в «Аякс» за плату в размере 680 000 фунтов стерлингов.

### «Аякс» и «НЕК»
Перейдя в «Аякс» Роммедаль завоевал с клубом свой пятый Суперкубок Нидерландов. На следующий год был отдан в аренду в «НЕК». Он завершил свою карьеру в «Аяксе» в конце сезона 2009–10.

### «Олимпиакос»
В июле 2010 года Роммедаль заключил двухлетний контракт с греческим клубом «Олимпиакос». В чемпионате Греции датчанин дебютировал 11 сентября в матче против клуба «Керкира», завершившемся победой «красно-белых» со счётом 2:0. В той игре Деннис вышел на замену вместо Ариэля Ибагасы.

### «Брондбю»
Роммедаль присоединился к «Брондбю» 30 августа 2011 года в качестве свободного агента, подписав двухлетний контракт и получив футболку под номером 11.

### «Валвейк»
Летом 2013 года Роммедаль вернулся в Нидерланды, чтобы присоединиться  к «РКК Валвейк. Из-за травм он не провел не одной официальной игры и в январе 2015 года. расторг контракт с клубом.

## Карьера за сборную
Роммедаль был вызван на игры за молодежную сборную Дании до 19 лет в июле 1996 года. В общей сложности он сыграл 19 матчей и забил пять голов за национальные молодежные сборные до 19 и до 21 года. 
После назначения Мортена Ольсена Роммедаль был вызван в августе 2000 года на свой дебютный матч за взрослую сборную Дании. Он сыграл следующие 38 матчей подряд за сборную Дании, первые 32 игры в стартовом составе. включая четыре игры Дании на Чемпионате мира по футболу 2002 года, где он забил действующим чемпионам мира Франции и обеспечил победу Дании со счетом 2:0. 
9 октября 2014 года после продолжительной травмы Роммедаль объявил, что официально уходит из национальной сборной, не дотянув трех матчей до рекорда  

## Статистика

### Матчи Роммедаля за сборную Дании
| Матчи Роммедаля за сборную Дании | Матчи Роммедаля за сборную Дании | Матчи Роммедаля за сборную Дании | Матчи Роммедаля за сборную Дании | Матчи Роммедаля за сборную Дании | Матчи Роммедаля за сборную Дании                                |
| -------------------------------- | -------------------------------- | -------------------------------- | -------------------------------- | -------------------------------- | --------------------------------------------------------------- |
| №                                | Дата                             | Соперник                         | Счёт                             | Голы Роммедаля                   | Соревнование                                                    |
| 1                                | 16 августа 2000                  | Фарерские острова                | 2:0                              | —                                | Чемпионат Северной Европы 2000—2001                             |
| 2                                | 2 сентября 2000                  | Исландия                         | 2:1                              | —                                | Чемпионат мира 2002 (отбор) Чемпионат Северной Европы 2000—2001 |
| 3                                | 7 октября 2000                   | Северная Ирландия                | 1:1                              | 1                                | Чемпионат мира 2002 (отбор)                                     |
| 4                                | 11 октября 2000                  | Болгария                         | 1:1                              | —                                | Чемпионат мира 2002 (отбор)                                     |
| 5                                | 15 ноября 2000                   | Германия                         | 2:1                              | 2                                | Товарищеский матч                                               |
| 6                                | 24 марта 2001                    | Мальта                           | 5:0                              | —                                | Чемпионат мира 2002 (отбор)                                     |
| 7                                | 28 марта 2001                    | Чехия                            | 0:0                              | —                                | Чемпионат мира 2002 (отбор)                                     |
| 8                                | 25 апреля 2001                   | Словения                         | 3:0                              | —                                | Товарищеский матч                                               |
| 9                                | 2 июня 2001                      | Чехия                            | 2:1                              | —                                | Чемпионат мира 2002 (отбор)                                     |
| 10                               | 6 июня 2001                      | Мальта                           | 2:1                              | —                                | Чемпионат мира 2002 (отбор)                                     |
| 11                               | 15 августа 2001                  | Франция                          | 0:1                              | —                                | Товарищеский матч                                               |
| 12                               | 1 сентября 2001                  | Северная Ирландия                | 1:1                              | 1                                | Чемпионат мира 2002 (отбор)                                     |
| 13                               | 5 сентября 2001                  | Болгария                         | 2:0                              | —                                | Чемпионат мира 2002 (отбор)                                     |
| 14                               | 6 октября 2001                   | Исландия                         | 6:0                              | 1                                | Чемпионат мира 2002 (отбор)                                     |
| 15                               | 10 ноября 2001                   | Нидерланды                       | 1:1                              | —                                | Товарищеский матч                                               |
| 16                               | 13 февраля 2002                  | Саудовская Аравия                | 1:0                              | —                                | Товарищеский матч                                               |
| 17                               | 27 марта 2002                    | Ирландия                         | 0:3                              | —                                | Товарищеский матч                                               |
| 18                               | 17 апреля 2002                   | Израиль                          | 3:1                              | 1                                | Товарищеский матч                                               |
| 19                               | 17 мая 2002                      | Камерун                          | 2:1                              | —                                | Товарищеский матч                                               |
| 20                               | 26 мая 2002                      | Тунис                            | 2:1                              | —                                | Товарищеский матч                                               |
| 21                               | 1 июня 2002                      | Уругвай                          | 2:1                              | —                                | Чемпионат мира 2002                                             |
| 22                               | 6 июня 2002                      | Сенегал                          | 1:1                              | —                                | Чемпионат мира 2002                                             |
| 23                               | 11 июня 2002                     | Франция                          | 2:0                              | 1                                | Чемпионат мира 2002                                             |
| 24                               | 15 июня 2002                     | Англия                           | 0:3                              | —                                | Чемпионат мира 2002                                             |
| 25                               | 21 августа 2002                  | Шотландия                        | 1:0                              | —                                | Товарищеский матч                                               |
| 26                               | 7 сентября 2002                  | Норвегия                         | 2:2                              | —                                | Чемпионат Европы 2004 (отбор)                                   |
| 27                               | 12 октября 2002                  | Люксембург                       | 2:0                              | —                                | Чемпионат Европы 2004 (отбор)                                   |
| 28                               | 20 ноября 2002                   | Польша                           | 2:0                              | —                                | Товарищеский матч                                               |
| 29                               | 12 февраля 2003                  | Египет                           | 4:1                              | —                                | Товарищеский матч                                               |
| 30                               | 29 марта 2003                    | Румыния                          | 5:2                              | 2                                | Чемпионат Европы 2004 (отбор)                                   |
| 31                               | 2 апреля 2003                    | Босния и Герцеговина             | 0:2                              | —                                | Чемпионат Европы 2004 (отбор)                                   |
| 32                               | 30 апреля 2003                   | Украина                          | 1:0                              | —                                | Товарищеский матч                                               |
| 33                               | 7 июня 2003                      | Норвегия                         | 1:0                              | —                                | Чемпионат Европы 2004 (отбор)                                   |
| 34                               | 11 июня 2003                     | Люксембург                       | 2:0                              | —                                | Чемпионат Европы 2004 (отбор)                                   |
| 35                               | 20 августа 2003                  | Финляндия                        | 1:1                              | —                                | Товарищеский матч                                               |
| 36                               | 10 сентября 2003                 | Румыния                          | 2:2                              | —                                | Чемпионат Европы 2004 (отбор)                                   |
| 37                               | 11 октября 2003                  | Босния и Герцеговина             | 1:1                              | —                                | Чемпионат Европы 2004 (отбор)                                   |
| 38                               | 16 ноября 2003                   | Англия                           | 3:2                              | —                                | Товарищеский матч                                               |
| 39                               | 28 апреля 2004                   | Шотландия                        | 1:0                              | —                                | Товарищеский матч                                               |
| 40                               | 30 мая 2004                      | Эстония                          | 2:2                              | —                                | Товарищеский матч                                               |
| 41                               | 5 июня 2004                      | Хорватия                         | 1:2                              | —                                | Товарищеский матч                                               |
| 42                               | 14 июня 2004                     | Италия                           | 0:0                              | —                                | Чемпионат Европы 2004                                           |
| 43                               | 18 июня 2004                     | Болгария                         | 2:0                              | —                                | Чемпионат Европы 2004                                           |
| 44                               | 22 июня 2004                     | Швеция                           | 2:2                              | —                                | Чемпионат Европы 2004                                           |
| 45                               | 27 июня 2004                     | Чехия                            | 0:3                              | —                                | Чемпионат Европы 2004                                           |
| 46                               | 18 августа 2004                  | Польша                           | 5:1                              | —                                | Товарищеский матч                                               |
| 47                               | 9 октября 2004                   | Албания                          | 2:0                              | —                                | Чемпионат мира 2006 (отбор)                                     |
| 48                               | 13 октября 2004                  | Турция                           | 1:1                              | —                                | Чемпионат мира 2006 (отбор)                                     |
| 49                               | 17 ноября 2004                   | Грузия                           | 2:2                              | —                                | Чемпионат мира 2006 (отбор)                                     |
| 50                               | 9 февраля 2005                   | Греция                           | 1:2                              | 1                                | Чемпионат мира 2006 (отбор)                                     |
| 51                               | 30 марта 2005                    | Украина                          | 0:1                              | —                                | Чемпионат мира 2006 (отбор)                                     |
| 52                               | 2 июня 2005                      | Финляндия                        | 1:0                              | —                                | Товарищеский матч                                               |
| 53                               | 8 июня 2005                      | Албания                          | 3:1                              | —                                | Чемпионат мира 2006 (отбор)                                     |
| 54                               | 17 августа 2005                  | Англия                           | 4:1                              | 1                                | Товарищеский матч                                               |
| 55                               | 3 сентября 2005                  | Турция                           | 2:2                              | —                                | Чемпионат мира 2006 (отбор)                                     |
| 56                               | 7 сентября 2005                  | Грузия                           | 6:1                              | —                                | Чемпионат мира 2006 (отбор)                                     |
| 57                               | 8 октября 2005                   | Греция                           | 1:0                              | —                                | Чемпионат мира 2006 (отбор)                                     |
| 58                               | 12 октября 2005                  | Казахстан                        | 2:1                              | —                                | Чемпионат мира 2006 (отбор)                                     |
| 59                               | 16 августа 2006                  | Польша                           | 2:0                              | 1                                | Товарищеский матч                                               |
| 60                               | 1 сентября 2006                  | Португалия                       | 4:2                              | —                                | Товарищеский матч                                               |
| 61                               | 6 сентября 2006                  | Исландия                         | 2:0                              | 1                                | Чемпионат Европы 2008 (отбор)                                   |
| 62                               | 11 октября 2006                  | Лихтенштейн                      | 4:0                              | —                                | Чемпионат Европы 2008 (отбор)                                   |
| 63                               | 6 февраля 2007                   | Австралия                        | 3:1                              | —                                | Товарищеский матч                                               |
| 64                               | 24 марта 2007                    | Испания                          | 1:2                              | —                                | Чемпионат Европы 2008 (отбор)                                   |
| 65                               | 28 марта 2007                    | Германия                         | 1:0                              | —                                | Товарищеский матч                                               |
| 66                               | 2 июня 2007                      | Швеция                           | 0:3                              | —                                | Чемпионат Европы 2008 (отбор)                                   |
| 67                               | 6 июня 2007                      | Латвия                           | 2:0                              | 2                                | Чемпионат Европы 2008 (отбор)                                   |
| 68                               | 22 августа 2007                  | Ирландия                         | 0:4                              | —                                | Товарищеский матч                                               |
| 69                               | 8 сентября 2007                  | Швеция                           | 0:0                              | —                                | Чемпионат Европы 2008 (отбор)                                   |
| 70                               | 12 сентября 2007                 | Лихтенштейн                      | 4:0                              | —                                | Чемпионат Европы 2008 (отбор)                                   |
| 71                               | 13 октября 2007                  | Испания                          | 1:3                              | —                                | Чемпионат Европы 2008 (отбор)                                   |
| 72                               | 17 октября 2007                  | Латвия                           | 3:1                              | 1                                | Чемпионат Европы 2008 (отбор)                                   |
| 73                               | 17 ноября 2007                   | Северная Ирландия                | 1:2                              | —                                | Чемпионат Европы 2008 (отбор)                                   |
| 74                               | 21 ноября 2007                   | Исландия                         | 3:0                              | —                                | Чемпионат Европы 2008 (отбор)                                   |
| 75                               | 6 февраля 2008                   | Словения                         | 2:1                              | —                                | Товарищеский матч                                               |
| 76                               | 26 марта 2008                    | Чехия                            | 1:1                              | —                                | Товарищеский матч                                               |
| 77                               | 29 мая 2008                      | Нидерланды                       | 1:1                              | —                                | Товарищеский матч                                               |
| 78                               | 1 июня 2008                      | Польша                           | 1:1                              | —                                | Товарищеский матч                                               |
| 79                               | 20 августа 2008                  | Испания                          | 0:3                              | —                                | Товарищеский матч                                               |
| 80                               | 6 сентября 2008                  | Венгрия                          | 0:0                              | —                                | Чемпионат мира 2010 (отбор)                                     |
| 81                               | 10 сентября 2008                 | Португалия                       | 3:2                              | —                                | Чемпионат мира 2010 (отбор)                                     |
| 82                               | 11 октября 2008                  | Мальта                           | 3:0                              | —                                | Чемпионат мира 2010 (отбор)                                     |
| 83                               | 19 ноября 2008                   | Уэльс                            | 0:1                              | —                                | Товарищеский матч                                               |
| 84                               | 11 февраля 2009                  | Греция                           | 1:1                              | —                                | Товарищеский матч                                               |
| 85                               | 28 марта 2009                    | Мальта                           | 3:0                              | —                                | Чемпионат мира 2010 (отбор)                                     |
| 86                               | 1 апреля 2009                    | Албания                          | 3:0                              | —                                | Чемпионат мира 2010 (отбор)                                     |
| 87                               | 6 июня 2009                      | Швеция                           | 1:0                              | —                                | Чемпионат мира 2010 (отбор)                                     |
| 88                               | 12 августа 2009                  | Чили                             | 1:2                              | —                                | Товарищеский матч                                               |
| 89                               | 5 сентября 2009                  | Португалия                       | 1:1                              | —                                | Чемпионат мира 2010 (отбор)                                     |
| 90                               | 9 сентября 2009                  | Албания                          | 1:1                              | —                                | Чемпионат мира 2010 (отбор)                                     |
| 91                               | 10 октября 2009                  | Швеция                           | 1:0                              | —                                | Чемпионат мира 2010 (отбор)                                     |
| 92                               | 14 октября 2009                  | Венгрия                          | 0:1                              | —                                | Чемпионат мира 2010 (отбор)                                     |
| 93                               | 3 марта 2010                     | Австрия                          | 1:2                              | —                                | Товарищеский матч                                               |
| 94                               | 27 мая 2010                      | Сенегал                          | 2:0                              | —                                | Товарищеский матч                                               |
| 95                               | 1 июня 2010                      | Австралия                        | 0:1                              | —                                | Товарищеский матч                                               |
| 96                               | 5 июня 2010                      | ЮАР                              | 0:1                              | —                                | Товарищеский матч                                               |
| 97                               | 14 июня 2010                     | Нидерланды                       | 0:2                              | —                                | Чемпионат мира 2010                                             |
| 98                               | 19 июня 2010                     | Камерун                          | 2:1                              | 1                                | Чемпионат мира 2010                                             |
| 99                               | 24 июня 2010                     | Япония                           | 1:3                              | —                                | Чемпионат мира 2010                                             |
| 100                              | 11 августа 2010                  | Германия                         | 2:2                              | 1                                | Товарищеский матч                                               |
| 101                              | 7 сентября 2010                  | Исландия                         | 1:0                              | —                                | Чемпионат Европы 2012 (отбор)                                   |
| 102                              | 8 октября 2010                   | Португалия                       | 1:3                              | —                                | Чемпионат Европы 2012 (отбор)                                   |
| 103                              | 12 октября 2010                  | Кипр                             | 2:0                              | —                                | Чемпионат Европы 2012 (отбор)                                   |
| 104                              | 17 ноября 2010                   | Чехия                            | 0:0                              | —                                | Товарищеский матч                                               |
| 105                              | 9 февраля 2011                   | Англия                           | 1:2                              | —                                | Товарищеский матч                                               |
| 106                              | 26 марта 2011                    | Норвегия                         | 1:1                              | 1                                | Чемпионат Европы 2012 (отбор)                                   |
| 107                              | 29 марта 2011                    | Словакия                         | 2:1                              | —                                | Товарищеский матч                                               |
| 108                              | 4 июня 2011                      | Исландия                         | 2:0                              | —                                | Чемпионат Европы 2012 (отбор)                                   |
| 109                              | 10 августа 2011                  | Шотландия                        | 1:2                              | —                                | Товарищеский матч                                               |
| 110                              | 6 сентября 2011                  | Норвегия                         | 2:0                              | —                                | Чемпионат Европы 2012 (отбор)                                   |
| 111                              | 7 октября 2011                   | Кипр                             | 4:1                              | 2                                | Чемпионат Европы 2012 (отбор)                                   |
| 112                              | 11 октября 2011                  | Португалия                       | 2:1                              | —                                | Чемпионат Европы 2012 (отбор)                                   |
| 113                              | 11 ноября 2011                   | Швеция                           | 2:0                              | —                                | Товарищеский матч                                               |
| 114                              | 29 февраля 2012                  | Россия                           | 0:2                              | —                                | Товарищеский матч                                               |
| 115                              | 26 мая 2012                      | Бразилия                         | 1:3                              | —                                | Товарищеский матч                                               |
| 116                              | 2 июня 2012                      | Австралия                        | 2:0                              | —                                | Товарищеский матч                                               |
| 117                              | 9 июня 2012                      | Нидерланды                       | 1:0                              | —                                | Чемпионат Европы 2012                                           |
| 118                              | 13 июня 2012                     | Португалия                       | 2:3                              | —                                | Чемпионат Европы 2012                                           |
| 119                              | 8 сентября 2012                  | Чехия                            | 0:0                              | —                                | Чемпионат мира 2014 (отбор)                                     |
| 120                              | 12 октября 2012                  | Болгария                         | 1:1                              | —                                | Чемпионат мира 2014 (отбор)                                     |
| 121                              | 16 октября 2012                  | Италия                           | 1:3                              | —                                | Чемпионат мира 2014 (отбор)                                     |
| 122                              | 6 февраля 2013                   | Македония                        | 0:3                              | —                                | Товарищеский матч                                               |
| 123                              | 22 марта 2013                    | Чехия                            | 3:0                              | —                                | Чемпионат мира 2014 (отбор)                                     |
| 124                              | 26 марта 2013                    | Болгария                         | 1:1                              | —                                | Чемпионат мира 2014 (отбор)                                     |
| 125                              | 5 июня 2013                      | Грузия                           | 2:1                              | —                                | Товарищеский матч                                               |
| 126                              | 11 июня 2013                     | Армения                          | 0:4                              | —                                | Чемпионат мира 2014 (отбор)                                     |

Итого: 126 матчей / 21 гол; 65 побед, 30 ничьих, 31 поражение.

## Достижения

### Командные
- Чемпион Нидерландов: 1997, 2000, 2001, 2003
- Обладатель Суперкубка Нидерландов: 1998, 2000, 2001, 2003, 2007
- Обладатель Кубка Нидерландов: 2010
- Чемпион Греции: 2011

### Личные
- Футболист года в Дании: 2007, 2010